# Svenska Foder
Svenska Foder AB er et svensk landbrugs- og grovvareselskab, der handler korn, foder og energi. De producerer også foder til landbrug og sælger forskellige kornprodukter til fødevarebranchen. Virksomheden er en del af DLG, og de har hovedkvarter i Lidköping. Svenska Foder har ca. 300 ansatte og en årsomsætning på ca. 5,6 mia. svenske kroner.